# 马蒂·兰帕伊宁
马蒂·兰帕伊宁（芬蘭語：Matti Lampainen，1932年1月16日—），芬兰男子冰球运动员，场上位置是后卫。他曾代表芬兰国家队参加1960年冬季奥林匹克运动会冰球比赛，获得第7名。